# Eudynamys scolopaceus

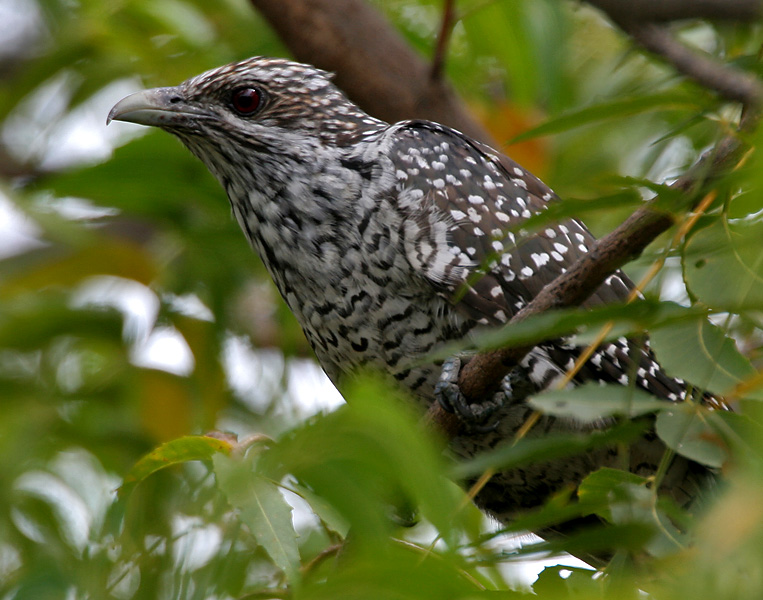
Hembra de koel.

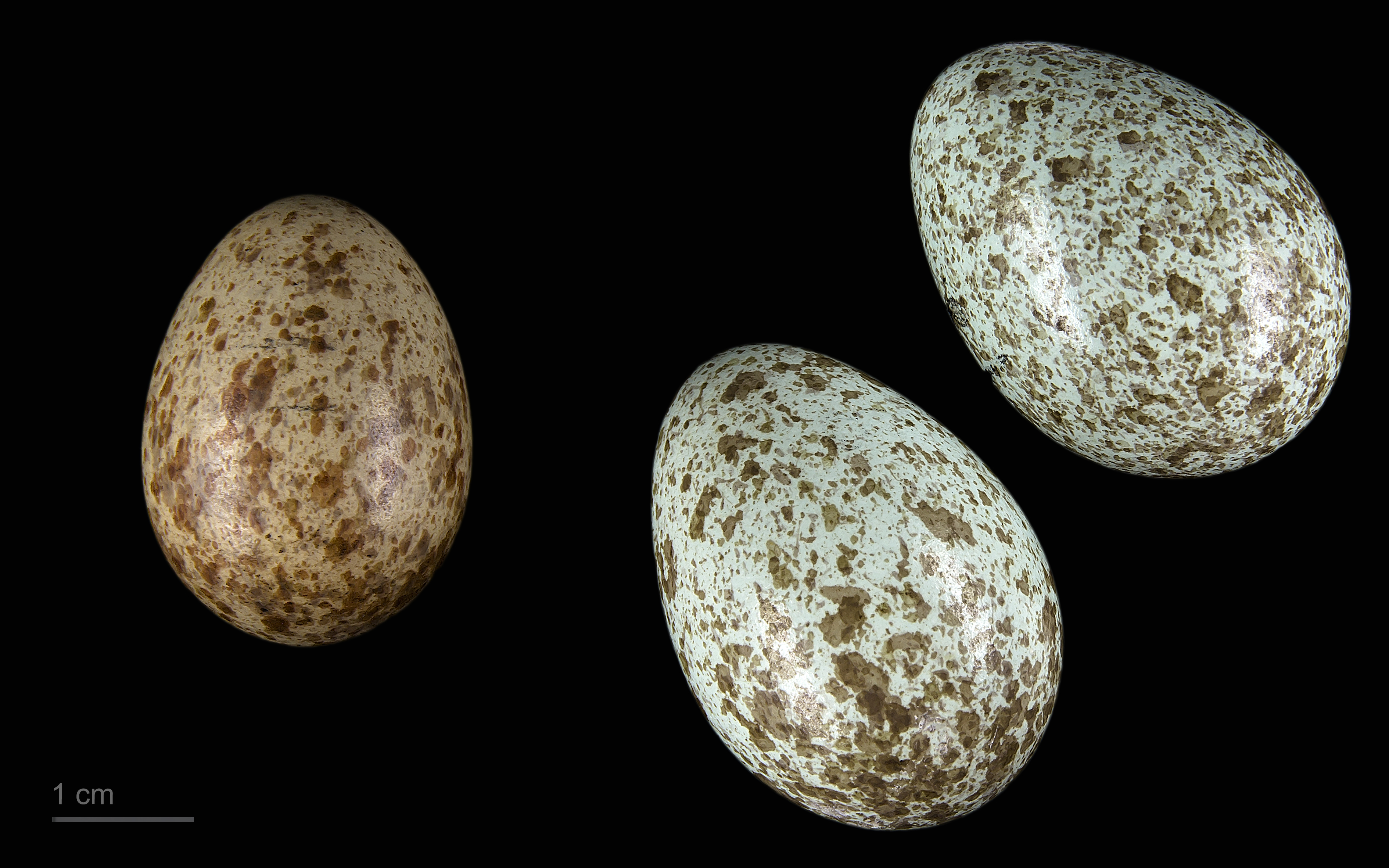
Eudynamys scolopaceus en un nido de Corvus splendens - MHNT

El koel común (Eudynamys scolopaceus, también Eudynamys scolopacea) es una especie de ave cuculiforme de la familia Cuculidae ampliamente distribuida por Asia y Oceanía. Se halla desde la India hasta el sur de China y de Sri Lanka a las Islas de la Sonda, Nueva Guinea y Australia. En la India se lo considera el ave estatal de Jharkhand y Puducherry.

## Subespecies
Se conocen 13 subespecies de Eudynamys scolopaceus:
- Eudynamys scolopaceus scolopaceus - de Nepal a Pakistán, India, Sri Lanka, Laquedivas y Maldivas.
- Eudynamys scolopaceus chinensis - sur de China e Indochina; invernante hasta Borneo.
- Eudynamys scolopaceus harterti - Hainan (sur de China).
- Eudynamys scolopaceus malayanus - del noreste de la India hasta Tailandia, Malaya, Sumatra, Borneo e islas menores de la Sonda.
- Eudynamys scolopaceus simalurensis - isla Simeulue.
- Eudynamys scolopaceus frater - norte de Filipinas (Calayan y Fuga).
- Eudynamys scolopaceus mindanensis - Filipinas, Palawan, islas Sulu, Sangihe  e islas Talaud.
- Eudynamys scolopaceus corvinus - norte de Molucas (Morotai, Halmahera, Ternate, Tidore y Bacan).
- Eudynamys scolopaceus orientalis - sur de Molucas (Buru, Manipa, Kelang, Seram, Ambon, Watubela).
- Eudynamys scolopaceus picatus - desde las islas Kai y Sumba hasta Timor y Roma.
- Eudynamys scolopaceus rufiventer - Nueva Guinea.
- Eudynamys scolopaceus salvadorii - archipiélago Bismarck.
- Eudynamys scolopaceus alberti - islas Salomón.